# Europa meridional

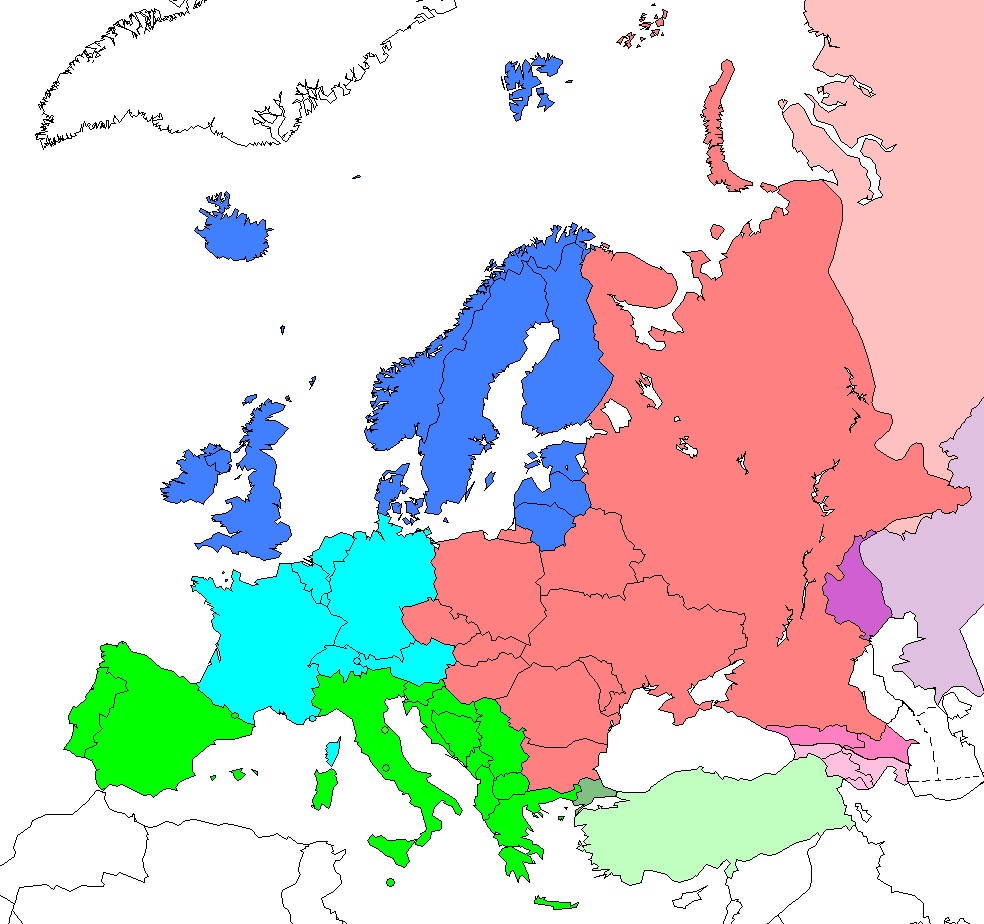
Divisão contemporânea da Europa por regiões de acordo com as Nações Unidas (a definição da ONU para a Europa Meridional estão marcadas em verde):
Europa Meridional
Europa Setentrional
Europa Ocidental
Leste Europeu

A Europa Meridional, também chamada de Europa mediterrânea e Sul da Europa, compreende os países situados no sul do continente, como Portugal (que ainda que não seja banhado pelo Mar Mediterrâneo, apresenta características dos climas dos países banhados por este) e pelos países banhados pelo Mar Mediterrâneo: Espanha, Itália, Grécia e Turquia, além de vários pequenos países — Vaticano, San Marino, Mônaco, Malta e Andorra. Também se incluem aqui o Arquipélago dos Açores, o Arquipélago da Madeira e as Ilhas Canárias.
Essa região da Europa apresenta as seguintes características:
- Berço de muitas das grandes invenções ocidentais;
- Berço da civilidade e intelectualidade ocidental;
- Berço de muito da cultura, da música clássica, das artes e da filosofia ocidentais;
- Berço de numerosas regras morais da civilização ocidental;
- Clima principalmente subtropical ou mediterrânico com verões quentes e invernos suaves.

Como características económicas da região verifica-se:
- Relativamente forte presença da agricultura (em comparação com a quase ausência no norte da Europa), mas que não é tão comum no norte da Espanha e que é quase inexistente no centro e no norte da Itália;
- Forte presença do turismo;
- Baixos níveis de desenvolvimento económico e de renda per capita em alguns países (em comparação com a generalidade dos outros países da Europa, em particular da Europa Ocidental e Nórdica), com exceção das regiões setentrionais da Espanha e Itália e litoral, centro e norte de Portugal.